# Sidney Rigdon
Sydney Rigdon (19 février 1793 – 14 juillet 1876) fut un dirigeant de l'Église de Jésus-Christ des saints des derniers jours pendant les années 1830 et le début des années 1840. Il fut le premier conseiller de Joseph Smith dans la Première Présidence de l'Église. À la mort de Joseph Smith, il prétendit à sa succession mais ne put convaincre qu'une mineure fraction des mormons de sa légitimité. Il fonda avec ses partisans l'Église de Jésus-Christ des Enfants de Sion.

## Biographie
Malgré certains différends avec Joseph Smith, Sidney Rigdon en était resté le premier conseiller et se retrouva en 1844 le seul membre restant de la Première Présidence, organe qui dirigeait l’Église. Certains virent en lui le successeur logique de Joseph Smith. Le 8 août 1844, devant une large congrégation à Nauvoo, Sidney Rigdon expliqua qu’il ne pouvait y avoir de réel successeur au défunt prophète et il se proposa comme « tuteur » de l’Église. Cependant, ses prétentions furent rejetées par le Collège des douze apôtres. Le 8 septembre, une commission disciplinaire dirigée par l’Évêque-Président Newel K. Whitney, assisté des membres du Collège des douze apôtres, décida d’excommunier Sidney Rigdon de l’Église. Celui-ci refusa d’assister à ce procès et décida d’excommunier à son tour les membres du Collège des douze apôtres. Il quitta ensuite Nauvoo, prétendant être menacé par les partisans de Brigham Young.
Ayant quitté Nauvoo, Sidney Rigdon s'installa à Pittsburgh en automne 1844. Réunissant ses partisans dans cette région de la Pennsylvanie, où il avait été prédicateur, il fonda l'Église de Jésus-Christ des Enfants de Sion (connue également sous le nom de Église du Christ de Pittsburg).
Il organisa une Première Présidence composée de 3 membres dont lui-même et des collèges de la prêtrise à l’image de ce qui existait déjà dans le mormonisme. En 1847, le mouvement connut des problèmes entre membres et la plupart d’entre eux se dispersèrent, abandonnant leur vieux dirigeant. Quelques loyalistes, comme William Bickerton, lancèrent des mouvements inspirés de l'Église de Sidney Rigdon. Ce dernier continua à vivre dans la région, affirmant jusqu'à sa mort être l'héritier légitime de Joseph Smith.